# Gatwick Airport Station

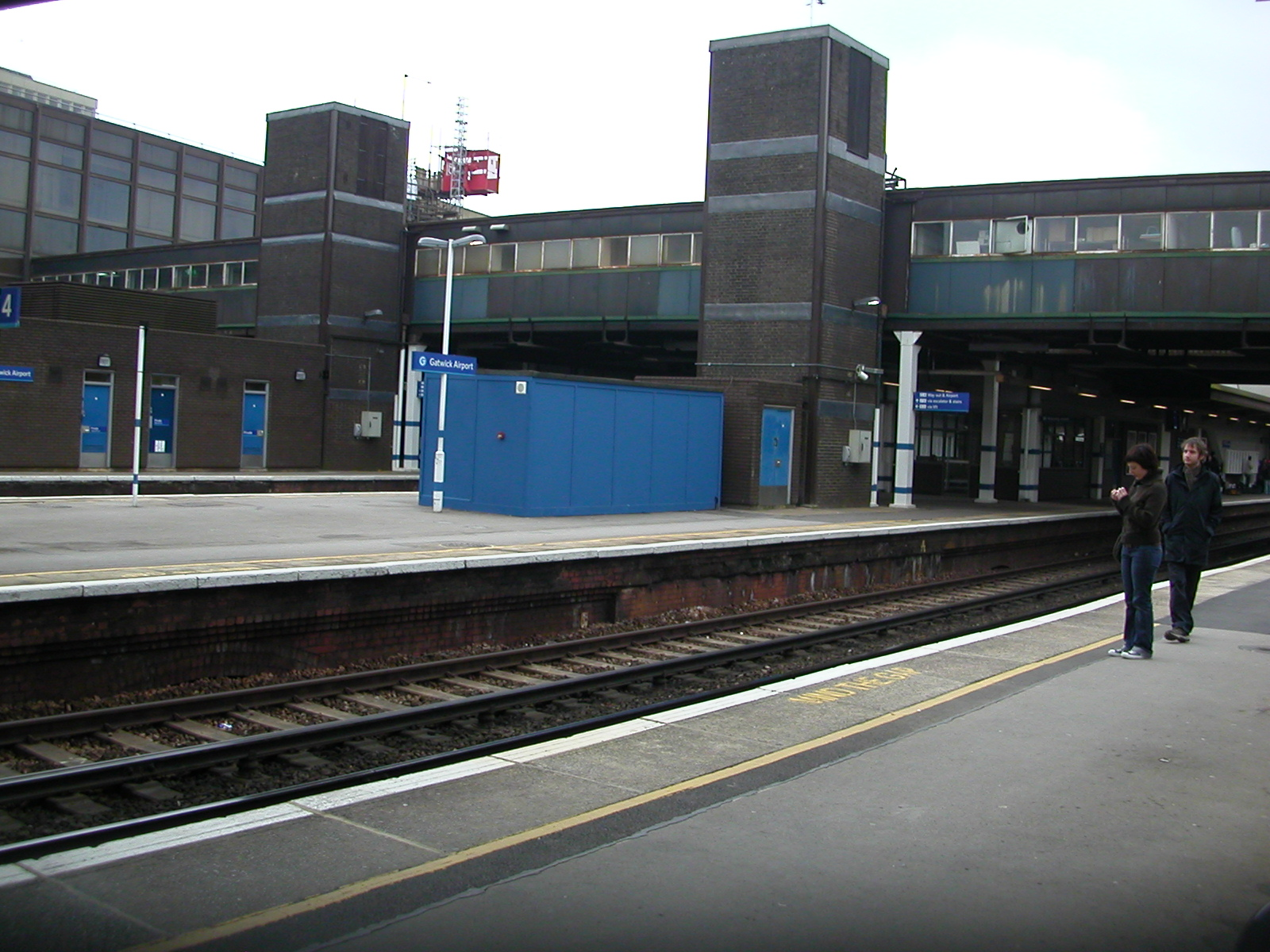
Bahnhof Gatwick Airport

Gatwick Airport Station ist der Bahnhof des Flughafens Gatwick Airport an der Brighton Main Line, der Hauptstrecke zwischen London und Brighton. Die Bahnsteige befinden sich direkt unter dem Südterminal und die Fahrkartenschalter grenzen an dessen Haupthalle. Die Station war eine von 18 Stationen, die von Network Rail betrieben wurde, jedoch am 29. Januar 2012 zu Southern übertragen wurde. Bedient wird Gatwick Airport von Zügen der Gesellschaften Gatwick Express, Southern, Southeastern, Great Westen und Thameslink. Seit dem 11. Januar 2016 liegt der Bahnhof im Bereich der TfL Oyster-Card. Zudem ist seitdem auch kontaktlose Kartenzahlung möglich.

## Derzeitige Station
Der Bahnhof wurde 1891 durch die London, Brighton and South Coast Railway unter der Bezeichnung Gatwick eröffnet. Er bediente den Gatwick Racecourse. Ein früherer Bahnhof an derselben Stelle war 1876 geschlossen worden. Von 1946 bis 1958 hieß der Bahnhof wegen der benachbarten Pferderennbahn Gatwick Racecourse, obwohl diese bereits 1940 für Kriegszwecke geschlossen worden war und auch nach dem Ende des Zweiten Weltkriegs nicht wiedereröffnet wurde. Bis 1958 wurde die Station kaum genutzt.
Mit dem kompletten Neubau des Flughafens wurde auch die Station überholt und erhielt einen direkten Anschluss an den neuen Flughafen. Am 27. Mai 1958 wurde das neue Gebäude eröffnet und in Betrieb genommen.

## Frühere Station Tinsley Green/Gatwick Airport
Von 1935 bis 1958 wurde eine Bahnstation genutzt, die 1,37 km südlich von Gatwick/Gatwick Racecourse lag. Sie war näher am ursprünglichen Flughafen gelegen, der östlich der Brighton Main Line eröffnet worden war. Diese Station hatte einen direkten Übergang zum Beehive genannten Terminal des Flughafens. Mit der Eröffnung des derzeitigen Bahnhofs ging die Station in Tinsley Green außer Betrieb und wurde fast vollständig abgerissen. Nur Teile des Übergangs zum alten Terminal und etwas vom Bahnsteig sind noch erhalten.